# Facundo Bernal
Pour les articles homonymes, voir Bernal.
Facundo Bernal, né le 21 août 2003 à Montevideo en Uruguay, est un footballeur uruguayen qui évolue au poste de milieu défensif au Fluminense FC.

## Biographie

### En club
Né à Montevideo en Uruguay, Facundo Bernal est formé par l'un des clubs de la capitale uruguayenne, le Defensor SC. Il joue son premier match en professionnel le 3 juin 2021, lors d'un match de championnat face au Rocha FC. Il entre en jeu à la place de Matías Cabrera (en) lors de ce match perdu par son équipe sur le score de trois buts à un. Le 13 juillet 2021, Bernal signe son premier contrat professionnel avec le Defensor SC, d'une durée de trois ans.
Bernal marque son premier but en professionnel lors d'une rencontre de coupe d'Uruguay face au Racing Club de Montevideo le 7 septembre 2022. Titulaire, il donne la victoire à son équipe en étant l'unique buteur de la partie. En octobre 2022, Bernal se blesse gravement. Victime d'une déchirure du ligament croisé antérieur du genou, son absence est estimée entre six et huit mois.
Le 3 août 2024, Facundo Bernal rejoint le Fluminense FC, au Brésil. Il signe un contrat courant jusqu'en juillet 2028.

### En sélection
En juillet 2022, Facundo Bernal est retenu avec l'équipe d'Uruguay des moins de 20 ans pour participer au tournoi de L'Alcúdia.
En mai 2024, Facundo Bernal est retenu dans une sélection de l'équipe nationale d'Uruguay uniquement composé de joueurs évoluant au pays et dirigée par Diego Pérez.